# Morti nel 1818
| Questa pagina contiene informazioni ricavate automaticamente dalle voci biografiche con l'ausilio del template Bio e di un bot. L'aggiornamento è periodico e automatico e ricostruisce completamente la pagina. Se manca una persona in questa lista, sei pregato di non aggiungerla, ma accertati piuttosto che la sua voce biografica contenga il template Bio e che i dati anagrafici siano correttamente compilati. Se il template Bio manca, inseriscilo tu stesso o, in alternativa, metti l'avviso {{tmp\|Bio}} che ne segnala la mancanza. Se i dati riportati sono sbagliati, correggi direttamente la voce biografica; le modifiche saranno visibili in questa lista entro pochi giorni. Per chiarimenti vedi il progetto biografie. La lista contiene solo le 156 persone che sono citate nell'enciclopedia e per le quali è stato implementato correttamente il template Bio. Pagina aggiornata al 26 lug 2025. |

## Gennaio(13)
- 1º gennaio - Fedele Fenaroli, compositore italiano (n. 1730)
- 2 gennaio - Marco Boncompagni Ludovisi Ottoboni, V duca di Fiano, nobile e militare italiano (n. 1741)
- 2 gennaio - Camillo de Simeoni, cardinale e vescovo cattolico italiano (n. 1737)
- 3 gennaio - Matvej Ivanovič Platov, generale russo (n. 1753)
- 4 gennaio - Antonio Simeone Sografi, librettista e drammaturgo italiano (n. 1759)
- 5 gennaio - Marcello Bacciarelli, pittore italiano (n. 1731)
- 11 gennaio - Johann David Wyss, scrittore e pastore protestante svizzero (n. 1743)
- 16 gennaio - Carlo Alfonso Pellizzoni, poeta e religioso italiano (n. 1734)
- 18 gennaio - Giovanni Patrizi Naro Montoro, VIII marchese di Montoro, nobile, militare e politico italiano (n. 1775)
- 19 gennaio - Carlo Crivelli, cardinale e arcivescovo cattolico italiano (n. 1736)
- 20 gennaio - Agostino Lippi, fantino italiano (n. 1764)
- 27 gennaio - John Hamilton, I marchese di Abercorn, politico scozzese (n. 1756)
- 28 gennaio - Gaspare Felice Rignon, banchiere italiano (n. 1770)

## Febbraio(13)
- 1º febbraio - Giuseppe Gazzaniga, compositore italiano (n. 1737)
- 3 febbraio - Théodore Vernier, politico e avvocato francese (n. 1731)
- 5 febbraio - Carlo XIII di Svezia, sovrano svedese (n. 1748)
- 7 febbraio - Ennio Quirino Visconti, archeologo, politico e museologo italiano (n. 1751)
- 8 febbraio - Papa Ciro, presbitero e brigante italiano (n. 1775)
- 9 febbraio - John Milledge, politico statunitense (n. 1757)
- 13 febbraio - Absalom Jones, attivista e religioso statunitense (n. 1746)
- 13 febbraio - George Rogers Clark, generale statunitense (n. 1752)
- 15 febbraio - Federico Luigi di Hohenlohe-Ingelfingen, nobile e generale prussiano (n. 1746)
- 18 febbraio - Thomas Telfair, politico statunitense (n. 1786)
- 23 febbraio - Mademoiselle Fleury, attrice teatrale belga (n. 1766)
- 27 febbraio - Jean Baptiste Cipriani Franceschi, agente segreto italiano (n. 1773)
- 28 febbraio - Anne Vallayer-Coster, pittrice francese (n. 1744)

## Marzo(14)
- 1º marzo - Jared Irwin, politico e militare statunitense (n. 1750)
- 1º marzo - James Archibald Stuart, politico e ufficiale britannico (n. 1747)
- 3 marzo - Simone Cantoni, architetto svizzero (n. 1739)
- 3 marzo - Pasquale Antonio Fiorella, generale francese (n. 1752)
- 11 marzo - Maria Luisa Albertina di Leiningen-Dagsburg-Falkenburg, nobile tedesca (n. 1729)
- 19 marzo - Sebastiano Canterzani, matematico e fisico italiano (n. 1734)
- 20 marzo - Johann Nikolaus Forkel, musicologo e organista tedesco (n. 1749)
- 23 marzo - Nicolas Isouard, compositore francese (n. 1775)
- 25 marzo - Henry Lee III, generale e politico inglese (n. 1756)
- 25 marzo - Caspar Wessel, matematico norvegese (n. 1745)
- 27 marzo - Elizaveta Aleksandrovna Stroganova, nobildonna russa (n. 1779)
- 28 marzo - Giuseppe Antonio Capuzzi, compositore e violinista italiano (n. 1755)
- 28 marzo - Pedro Benito Antonio Quevedo y Quintano, cardinale e vescovo cattolico spagnolo (n. 1736)
- 29 marzo - Alexandre Sabes Pétion, militare e politico haitiano (n. 1770)

## Aprile(4)
- 1º aprile - Gabriel Anton Splény de Miháldy, generale austriaco (n. 1734)
- 8 aprile - Konrad Langenegger, carpentiere svizzero (n. 1749)
- 10 aprile - Carolina Arienti Lattanzi, scrittrice, giornalista e poetessa italiana (n. 1771)
- 26 aprile - Adélaïde-Marie Champion de Cicé, religiosa francese (n. 1749)

## Maggio(15)
- 1º maggio - François-Joseph Bélanger, architetto francese (n. 1744)
- 2 maggio - Herman Willem Daendels, politico olandese (n. 1762)
- 7 maggio - Leopold Koželuh, compositore, pianista e editore musicale ceco (n. 1747)
- 10 maggio - Paul Revere, incisore e patriota statunitense (n. 1735)
- 13 maggio - Luigi Giuseppe di Borbone-Condé, generale e nobile francese (n. 1736)
- 14 maggio - Matthew Gregory Lewis, romanziere e drammaturgo britannico (n. 1775)
- 14 maggio - Carlotta di Meclemburgo-Strelitz, duchessa tedesca (n. 1769)
- 15 maggio - Friedrich Majer, storico e orientalista tedesco (n. 1772)
- 16 maggio - Massimiliano di Waldburg-Zeil, nobile (n. 1750)
- 18 maggio - Maddalena Laura Sirmen, compositrice e violinista italiana (n. 1745)
- 21 maggio - George Montagu, VI conte di Sandwich, nobile inglese (n. 1773)
- 26 maggio - Michael Andreas Barclay de Tolly, feldmaresciallo russo (n. 1761)
- 26 maggio - Howell Cobb, politico statunitense (n. 1772)
- 26 maggio - Manuel Rodríguez Erdoíza, avvocato, politico e guerrigliero cileno (n. 1785)
- 29 maggio - Giovanni Amadeo Francesco di Paola Thugut, politico austriaco (n. 1736)

## Giugno(10)
- 4 giugno - François Simonet de Coulmier, abate, psicoterapeuta e politico francese (n. 1741)
- 6 giugno - Jan Henryk Dąbrowski, generale polacco (n. 1755)
- 6 giugno - Benjamin Hawkins, politico statunitense (n. 1754)
- 10 giugno - Giuseppe Luigi Gonzaga, nobile e militare italiano (n. 1761)
- 10 giugno - Friedrich Adolf von Kalckreuth, generale tedesco (n. 1737)
- 16 giugno - Vincenzo Brunacci, matematico italiano (n. 1768)
- 16 giugno - Ferdinand von Wintzingerode, militare tedesco (n. 1770)
- 19 giugno - Patrick Brydone, scienziato e militare scozzese (n. 1736)
- 20 giugno - Edvige Elisabetta Carlotta di Holstein-Gottorp, sovrana (n. 1759)
- 29 giugno - Carl Philipp Fohr, pittore tedesco (n. 1795)

## Luglio(7)
- 14 luglio - Alessandro Lante Montefeltro della Rovere, cardinale italiano (n. 1762)
- 24 luglio - Maria Cira Destro, religiosa e mistica italiana (n. 1782)
- 25 luglio - András Dugonics, scrittore e drammaturgo ungherese (n. 1740)
- 27 luglio - Alphonse-Hubert de Latier de Bayane, cardinale francese (n. 1739)
- 28 luglio - Honoré-Joseph-Antoine Ganteaume, ammiraglio francese (n. 1755)
- 28 luglio - Gaspard Monge, matematico e disegnatore francese (n. 1746)
- 31 luglio - Nikolaos Skoufas, rivoluzionario greco (n. 1779)

## Agosto(10)
- 4 agosto - Tom Molineaux, pugile statunitense (n. 1784)
- 9 agosto - Giuseppe Antonio Abbamonte, patriota e politico italiano (n. 1759)
- 11 agosto - Lorenzo Prospero Bottini, cardinale italiano (n. 1737)
- 12 agosto - Nikolaj Ivanovič Novikov, giornalista, letterato e esoterista russo (n. 1744)
- 13 agosto - Agostino Accorimboni, compositore italiano (n. 1739)
- 14 agosto - Aubin-Louis Millin de Grandmaison, botanico, storico e antiquario francese (n. 1759)
- 22 agosto - Warren Hastings, politico britannico (n. 1732)
- 25 agosto - Elizabeth Billington, soprano britannico (n. 1765)
- 28 agosto - Jean Baptiste Pointe du Sable, mercante francese (n. 1745)
- 31 agosto - Arthur St. Clair, politico e generale scozzese (n. 1737)

## Settembre(9)
- 1º settembre - Robert Calder, ammiraglio britannico (n. 1745)
- 7 settembre - Giacinto Dragonetti, giurista e scrittore italiano (n. 1738)
- 9 settembre - Seymour Fleming, nobile britannica (n. 1758)
- 10 settembre - Francesco Maria Argenti, architetto italiano (n. 1783)
- 16 settembre - Léon Dufourny, architetto francese (n. 1754)
- 17 settembre - Albemarle Bertie, IX conte di Lindsey, nobile e militare britannico (n. 1744)
- 19 settembre - Luigi Camillo Goltieri, abate e educatore italiano (n. 1746)
- 20 settembre - Francesco Carafa della Spina di Traetto, cardinale e arcivescovo cattolico italiano (n. 1722)
- 29 settembre - Jean Duplessis-Bertaux, incisore e disegnatore francese (n. 1747)

## Ottobre(14)
- 4 ottobre - Joseph Abel, pittore tedesco (n. 1764)
- 4 ottobre - Giuseppe Battista Piacenza, architetto italiano (n. 1735)
- 5 ottobre - Joachim Godske Moltke, politico danese (n. 1746)
- 7 ottobre - Gudmund Jöran Adlerbeth, politico, storico e antiquario svedese (n. 1751)
- 9 ottobre - Emanuele Maria Thun, vescovo cattolico austriaco (n. 1763)
- 17 ottobre - Antonio Dugnani, cardinale e arcivescovo cattolico italiano (n. 1748)
- 17 ottobre - Léon II de Perthuis de Laillevault, architetto francese (n. 1757)
- 18 ottobre - Philippe-Isidore Picot de Lapeyrouse, naturalista e ornitologo francese (n. 1744)
- 21 ottobre - Josef von Hudelist, politico e diplomatico austriaco (n. 1759)
- 24 ottobre - Luigi Valentino Brugnatelli, farmacista, chimico e fisico italiano (n. 1761)
- 24 ottobre - Étienne Hubert de Cambacérès, cardinale e arcivescovo cattolico francese (n. 1756)
- 28 ottobre - Abigail Adams, first lady statunitense (n. 1744)
- 28 ottobre - Henri-Jacques-Guillaume Clarke, politico e generale francese (n. 1765)
- 29 ottobre - Giuseppe Sbravati, scultore italiano (n. 1743)

## Novembre(8)
- 3 novembre - Antonio Granata, pittore italiano (n. 1766)
- 4 novembre - Bartolomeo Sambrunico, archivista italiano
- 5 novembre - Heinrich Friedrich Füger, pittore tedesco (n. 1751)
- 16 novembre - Roberto Costaguti, vescovo cattolico, umanista e oratore italiano (n. 1732)
- 17 novembre - Carlotta di Meclemburgo-Strelitz, regina britannica (n. 1744)
- 19 novembre - Shiba Kōkan, pittore e incisore giapponese (n. 1747)
- 21 novembre - Romoaldo Zanatti, pittore italiano (n. 1787)
- 26 novembre - Joseph Maria von Colloredo, generale austriaco (n. 1735)

## Dicembre(14)
- 4 dicembre - Francesco Fontani, filologo, archeologo e numismatico italiano (n. 1748)
- 8 dicembre - Carlo II di Baden, sovrano tedesco (n. 1786)
- 8 dicembre - Johan Gottlieb Gahn, chimico svedese (n. 1745)
- 10 dicembre - Hubert Maurer, pittore austriaco (n. 1738)
- 15 dicembre - Joseph Ludwig Colmar, vescovo cattolico tedesco (n. 1760)
- 16 dicembre - Luigi Augusto di Anhalt-Köthen, sovrano (n. 1802)
- 18 dicembre - Giuseppe Giannini, medico e saggista italiano (n. 1774)
- 18 dicembre - Mayeur de Saint-Paul, attore teatrale, drammaturgo e direttore teatrale francese (n. 1758)
- 22 dicembre - Eustache-Nicolas Pigeau, giurista e avvocato francese (n. 1750)
- 24 dicembre - Maria Elisabetta di Sassonia, principessa (n. 1736)
- 25 dicembre - Catherine-Dominique de Pérignon, generale francese (n. 1754)
- 26 dicembre - Maria Isabella di Braganza, principessa portoghese (n. 1797)
- 29 dicembre - Jacques Gondouin, architetto francese (n. 1737)
- 31 dicembre - Jean-Pierre Duport, violoncellista e compositore francese (n. 1741)

## Senza giorno specificato(25)
- Joseph Adams, medico inglese (n. 1756)
- Ali Bey al-Abbasi, esploratore spagnolo (n. 1767)
- Girolamo Bartolommei, politico italiano (n. 1747)
- Karl Heinrich Bergius, botanico, entomologo e naturalista prussiano (n. 1790)
- Carl Frederik von Breda, pittore svedese (n. 1759)
- Marie-Gabrielle Capet, pittrice francese (n. 1761)
- Antonio Capretti, ingegnere e cartografo italiano
- Nicola Codronchi, filosofo e economista italiano (n. 1751)
- Philip Francis, politico irlandese (n. 1740)
- Francesco Antonio Franzoni, scultore e restauratore italiano (n. 1734)
- Antonio Graziosi, tipografo e editore italiano (n. 1741)
- Fernando Miyares y Gonzáles, politico cubano (n. 1749)
- Emmanuele Parisi, magistrato e politico italiano
- Pierre André Pourret, abate e botanico francese (n. 1754)
- Ambrogio Rosmini, pittore e architetto italiano (n. 1741)
- Carl Ulysses von Salis-Marschlins, naturalista, viaggiatore e politico svizzero (n. 1760)
- Piat Joseph Sauvage, pittore francese (n. 1744)
- Luigi Scevola, drammaturgo italiano (n. 1770)
- Stephan Schönwisner, gesuita, storico e numismatico ungherese (n. 1738)
- Inō Tadataka, cartografo giapponese (n. 1745)
- Francesco Vendramin, politico e diplomatico italiano (n. 1751)
- Giovanni Verri, marinaio, avventuriero e letterato italiano (n. 1745)
- John Wallis, editore e cartografo inglese (n. 1745)
- Antonio Zuccarelli, pittore e miniaturista italiano (n. 1753)
- Abd Allah bin Sa'ud, sovrano saudita